# Dendromus messorius
Dendromus messorius és una espècie de mamífer rosegador de la família dels nesòmids. Viu a Benín, el Camerun, la República Democràtica del Congo i Togo a altituds d'entre 300 i 1.000 msnm. El seu hàbitat natural és el tussock montà. És una espècie en risc mínim, és a dir, no sembla que hi hagi cap amenaça significativa per a la seva supervivència. El seu nom específic, messorius, significa ‘del segador’ en llatí.